# Дугласи

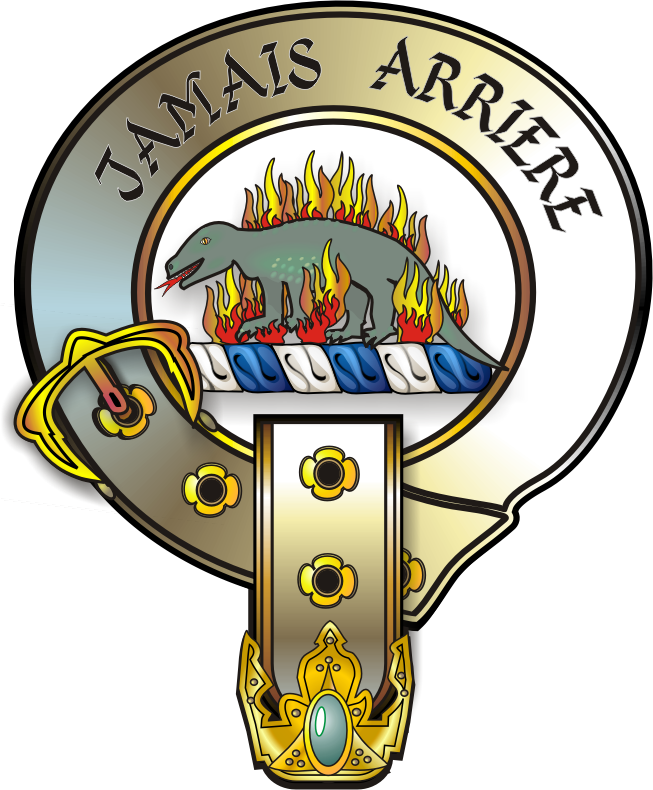
Гребінь клану Дуглас.

Герб вождів клану Дуглас.

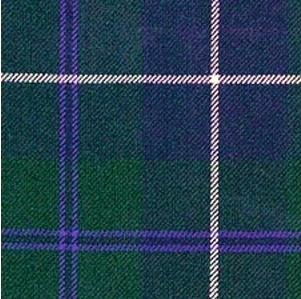
Тартан клану Дуглас — пізній варіант.

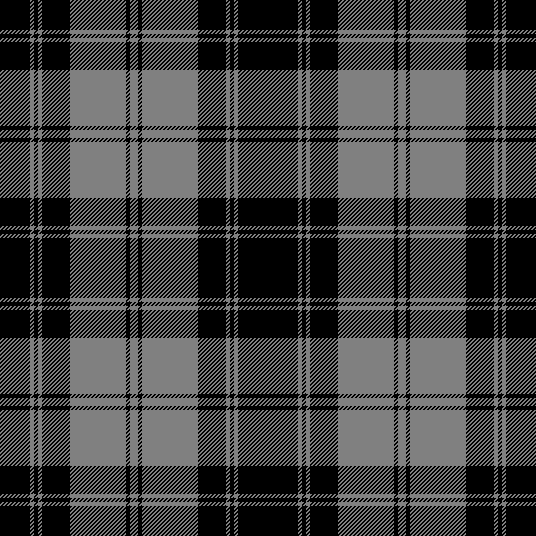
Тартан клану Дуглас — давній варіант.

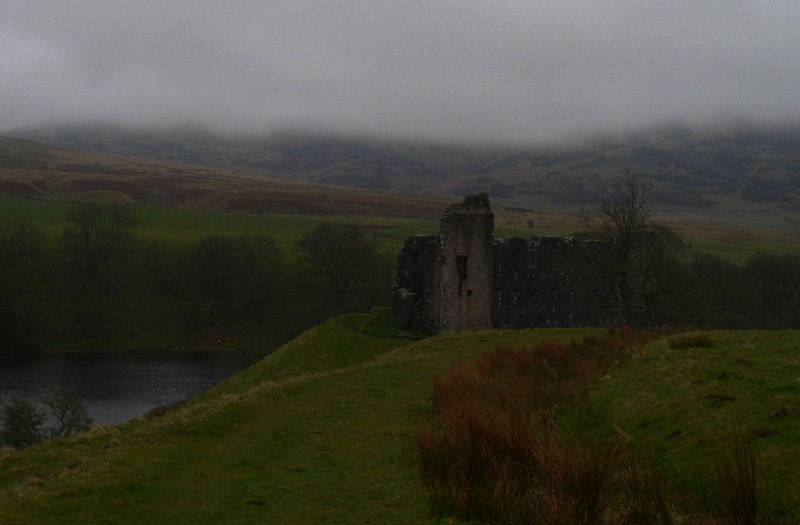
Руїни замку Мортон.

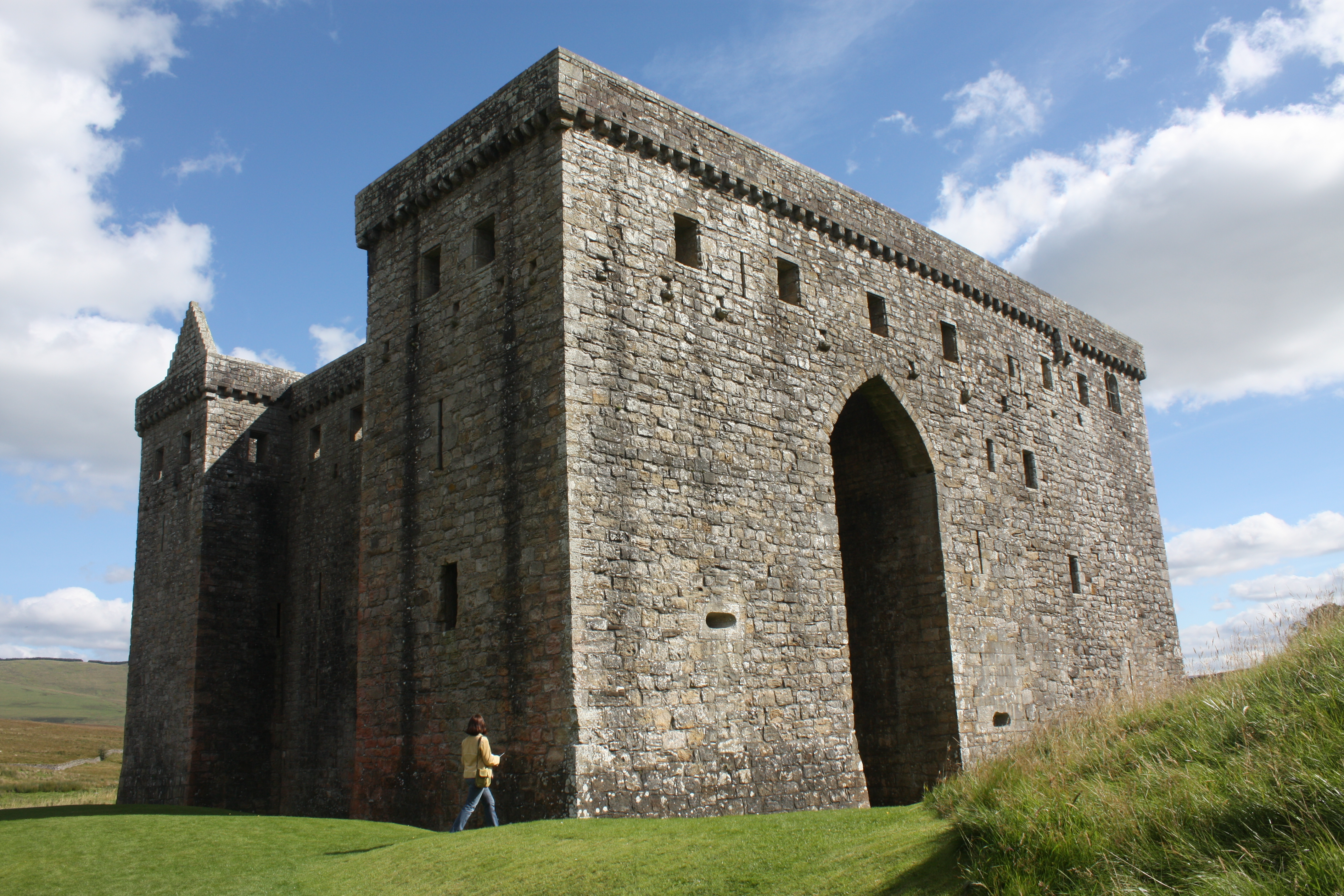
Руїни замку Ермітаж.

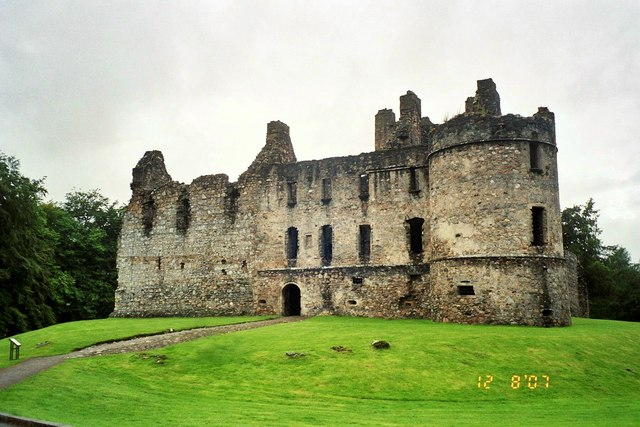
Руїни замку Балвені.

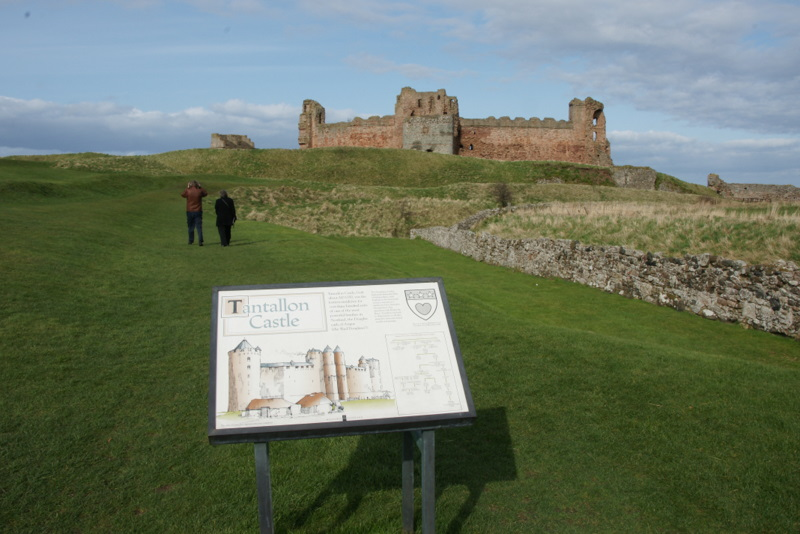
Руїни замку Танталон.

Герб Дугласа — графа Мар.

Клан Дуглас (шотл. — Clan Douglas) — один з найдавніших кланів Лоуленду, рівнинної частини Шотландії. Назва клану походить від Дугласа, що жив в нинішньому Ланаркширі. Клан отримав землі в Шотландському Прикордонні, Ангусі, Лотіані, Мореї, а також за кордонами Шотландії — в Швеції та Франції.
Клан Дуглас був одним з наймогутнішим кланів Шотландії і найбільшим і найсильнішим кланом в рівнинній Шотландії — Лоуленді. Клан часто мав в Шотландії владу більшу ніж влада королів і королівського клану Стюартів. Вождем клану Дуглас був графи Дуглас, яких ще називали Дуглас Чорний. Потім вождем клану Дуглас стали графи Ангус, яких ще називали Дуглас Червоний. На сьогодні клан Дуглас не має визнаного герольдами Шотландії та Лордом Лева вождя, тому називається нині «кланом зброєносців». Сьогодні очолює клан Дуглас герцог Гамільтон, або як його ще називають «Дуглас Гамільтон». Кланові закони Шотландії не дозволяють визнавати його вождем клану Дуглас.
Історичною резиденцією вождів клану Дуглас був замок Дуглас в Ланаркширі. В церкві Святої Бріде в селищі Дуглас біля абатства Мелроуз та в абатстві Сен-Жермен-де-Пре покоїться прах графів Дуглас та графів Ангус.
Гасла клану: Jamais arrière — Ніколи знову (позаду) (фр.), Tender and true — Ніжність і правда (англ.), Forwards — Вперед (англ.)
Слоган клану: «A Douglas! A Douglas!» — Дугласи! Дугласи!
Землі клану: Ланаркшир, Лотіан, Шотландське Прикордоння, Ангус, Морея, Галловей, Дамфрішир
Символ клану: квітка рути
Музика клану: Дамбартонс Драмс
Резиденція вождів клану: Замок Дуглас
Останній вождь клану: Гіс Грейс Арчібальд Дуглас (шотл. — His Grace Archibald Douglas) — І герцог Дуглас (пом. 21 липня 1761)

## Історія клану Дуглас

### Походження клану Дуглас
Назва клану походить від назви селища і долини річки Дуглас, що в Клайдсайді. Назва походить від гельських елементів «Дув», що означає «темний, чорний» і «Глас», що означає «потік». Тобто «чорна ріка». Згідно історичної традиції засновником клану Дуглас був Шолто Дуглас, що допоміг королю Шотландії виграти битву в 767 році. Це повідомлення на сьогодні вважається легендою і не визнається істориками.
Згідно іншої легенди клану, засновником клану був воїн, якого називали Дуглас. Він брав участь у битві з данськими вікінгами під Лонкарті (Х століття) і відзначився у цій битві. Дугласом його назвали за темний колір обличчя. Слово Дуглас можна перекласти як «темне обличчя». Король йому подарував землі в Дамфрісі.
Історики вважають, що справжнім засновником клану Дуглас був Теобальдус Фламматіус (лат. — Theobaldus Flammatius) — Теобальд Фламандець, що отримав в 1147 році землі біля селища і річки Дуглас у Ланаркширі в обмін на послуги для абата Келсо. В історичних документах вперше згадується клан Дуглас і вождь клану Дуглас у 1175 році — Вільям де Дуфглас згадується в грамоті щодо володінь землями єпископа Глазго та монастиря Келсо. Він же згадується в грамотах від 1199 року.
Вважається, що до клану Дуглас ввійшли люди з шляхетних династій Аркебальд та Фрескін, що пов'язані були з кланом Маррей і були фламандського походження. Клан Маррей походять від фламандського лицаря Фрескіна. Хоча фламандське походження Дугласів не є безперечним, історики часто стверджували, що Дугласи походять від фламандського лицаря, якому були даровані землі Дуглас біля монастиря Келсо. Він отримав титул барона і титул лорда Холідін.
У 1179 році Вільям Дуглас був лордом Дуглас і цілком імовірно, що він був сином Тібо Флемінга і був першим, хто взяв прізвище Дуглас. Його онук, також Сер Вільям де Дуглас мав двох синів, які брали участь в битві під Ларгс в 1263 році проти норвежців.

### XIV століття

#### Війна за незалежність Шотландії
Під час війни за незалежність Шотландії сер Вільям Дуглас Гарді — лорд Дуглас був губернатором землі Бервік-апон-Твід, коли місто і замок Бервік-апон-Твід були оточені англійцями. Дуглас був захоплений в полон і був випущений тільки після того як він погодився з тим, що король Англії Едуард I Довгоногий є королем Шотландії. Лорд Дуглас згодом приєднався до Вільяма Воллеса в боротьбі за незалежність Шотландії, але був схоплений і доставлений в Англію, де він і помер в 1302 році в Тауері в Лондоні.

#### «Добрий сер Джеймс Дуглас» або «Чорний Дуглас»
Син Вільяма Гарді — Джеймс Дуглас — «Хороший сер Джеймс» (1286—1330) був першим, щоб отримав епітет «Чорний». Він разом з Робертом Брюсом терпів невдачі і поразки під Метвен і Даргінгом у 1306 році. Але з цих поразок він зробив правильні висновки.
Навесні 1307 року війна спалахнула з новою силою. Військові дії набули характеру партизанської війни або як тоді говорили «таємної війни» за допомогою швидких рухомих легкоозброєних загонів. Сер Джеймс Дуглас відбив в англійців замок Роксбург у 1313 році Потім він брав участь у битві під Баннокберн і командував частиною армії шотландців.
Сера Джеймса Дугласа назвали «Чорний Дуглас». Ця назва пішла від англійців, які вважали, що справи його чорні. Він згадується в давній англійській колисковій з північної Англії «Hush, Hush», де співається, що будьте тихо, не хвилюйтеся, Чорний Дуглас не забере вас. Є інші теорії. чому Джеймса Дугласа та його нащадків називали «Чорними Дугласами», зокрема назву пов'язували з походженням імені від гельського слова «чорний», але ці теорії вважають необґрунтованими. У шотландських хроніках Джеймса Дугласа називали не інакше як «добрий», «хороший», «охоронець». Пізніше нащадки Джеймса Дугласа — лорди Дугласи взяли собі назву «Чорний» так само як почали зображати на гербі серце Роберта Брюса: «…Щоб вселити страх в серця наших ворогів і сказати про доблесть нашого клану».

#### Хрестоносці
На смертному одрі король Шотландії Роберт І Брюс просив свого соратника і друга Дугласа відвести і поховати його серце на Святій Землі — в Палестині як спокуту за вбивство вождя клану Комін — Джона ІІІ Коміна. Під час цього хрестового походу Дуглас і його лицарі були запрошені приєднатися до сил короля Кастилії Альфонсо XI, для боротьби проти маврів в 1330 році при облозі міста Теба. Дуглас і його лицарі загинули під час битви. Серце Роберта І Брюса так і не було відвезено в Палестину, але було віднайдене і було повернене в Шотландію і було поховане в абатстві Мелроуз.

#### Сер Арчібальд Дуглас— Хранитель Королівства
Війна між Англією і Шотландією продовжувалась. Шотландська армія отримала важку поразку в битві під Халідон Хілл у 1333 році. Клан Дуглас брав участь у цій битві і мав важкі втрати.
У той час клан очолював молодший брат Джеймса — Сер Арчибальд Дуглас, що був обраний регентом Шотландії в кінці березня 1333 року при малолітньому королі Давиді ІІ. Сер Арчибальд Дуглас ввійшов в історію як нещасливий вождь клану і нещасливий регент Шотландії. У Шотландії за ним закріпилося прізвисько «Tyneman» — невдаха. Але насправді йому не завжди не щастило в бою. Він здійснив вдалий рейд в Англію, розбив англійське військо під Вердейлом, взяв велику здобич, повів шотландську армію далеко на південь, спустошив англійські землі в графстві Дарем, взяв велику здобич з Дарлінгтона та інших міст і селищ.
Сер Джеймс — «Добрий Дуглас» мав сина Вільяма, що успадкував титул лорда, але не встиг успадкувати майно і землі. Він загинув у битві під Халідон Хілл разом зі своїм дядьком Арчібальдом. Його молодший брат — Х'ю Дуглас Дулл або Сумний Дуглас — отримав титул лорда у 1342 році, був патроном міст Глазго та Роксбург. Але він зрікся всього і передав свої титули і посади племіннику — молодшому сину Арчібальда. Він став лордом і І графом Дугласом. Законний син І графа Дуглас — Джеймс Дуглас — ІІ граф Дуглас вдалося його. Але був і незаконнонароджений син від Маргарет Стюарт — IV графинs Ангус — Джордж Дуглас — I граф Ангус, що був родоначальником графів Ангус і заснував окрему гілку клану Дуглас — Червоні Дугласи. Такий чином в клані дуглас утворилися дві гілки — Чорні Дугласи і Червоні Дугласи.
Престиж клану Дуглас значно зріс, коли племінник Джеймса Дугласа Великого — Джеймс Дуглас — ІІ граф Дуглас одружився з принцесою Стюарт. У 1388 році відбулась битва під Оттербурном. Клан Дуглас зіграв важливу роль у перемозі шотландців, але вождь клану був убитий в ході бойових дій. Не лишилось ніякого законного спадкоємця, його титули спадкувались позашлюбним сином.

### XV століття

#### Війни з Англією
Арчибальд Дуглас — ІІІ граф Дуглас зробив багато, щоб консолідувати владу клану і вплив клану в Шотландії. Він успішно захистив Единбурзький замок під час війни з королем Англії Генріхом IV у 1400 році, але помер наступного року.
Його син  Арчибальд Дуглас, IV граф Дуглас, одружився з дочкою короля Шотландії Роберта III. IV граф Дуглас боровся проти короля Англії Генріха IV в битві при Шрусбері в 1403 році, де він потрапив у полон.
У 1406 році, після смерті короля, IV граф Дуглас став одним з регентів ради при неповнолітньому королі Шотландії Якові I. У 1412 році IV граф Дуглас відвідав Париж, уклав особисту спілку з Жанною Безстрашною, а в 1423 році він командував контингентом 10 000 шотландців, посланих на допомогу королю Франції Карлу VII у війні проти Англії. Він був отримав звання генерал-лейтенант в армії Жанни д' Арк, і отримав титул герцога Турен у 1424 році. Новостворений французький герцог був переможений і вбитий у битві під Верней 17 серпня 1424 року, разом зі своїм другим сином, Яковом та зятем Джоном Стюартом  ІІ графом Бухан (Б'юкен).

#### Чорний обід
Клан Дуглас став настільки сильним і впливовим, що на початку XV століття у Шотландії бачили в них загрозу королівській владі. У 1440 році 16-річний Вільям Дуглас, VI граф Дуглас і його молодший брат були запрошені на обід до десятирічного короля Шотландії Якова II. Пізніше цю подію назвали «Чорним обідом». Обід був організований лорд-канцлером — сером Вільямом Крайтоном. У той час як вони їли, голова чорного бика — символ смерті, була доставлена в і поставлена перед графом. Два брата Дуглас потім були схоплені, їх витягли на Замкову гору, влаштували судилище і відтяли їм голови. Клан Дуглас потім осадив Единбурзький замок. Зрозумівши небезпеку Крайтон здав замок і потім був нагороджений титулом лорд Крайтон. До цих пір неясно, хто саме організував це вбивство, хоча вважається, що це зробили клани Лівінгстон та Б'юкен.

#### Війни кланів
У 1448 році Х'ю Дуглас, граф Ормонд привів шотландську армію до перемоги над англійською армією в битві під Сарк.
За це король дарував графові конфісковані земі Атолл Срахбогі, що належали раніше клану Гордон. Замок, що стояв там став відомий як замок Хантлі, як нагадування про землі Беруїкшир клану Гордон. Сер Олександр Гордон отримав титул граф Хантлі в 1449 році. У цей час король почав ворожнечу з Чорними Дугласами. Клан Гордон став на бік короля, і зі своїми людьми з півдня Шотландії спробував повернути собі землі і замок Хантлі. Дугласи сподівались розгромити клан Гордон захопити ще додаткові землі. У результаті бойових дій замок Хантлі був спалений вщент. Але потім був відбудований на тому самому місці.
У Дугласи довгий час ворогували з кланом Колвілл. Сер Річард Колвілл вбив лерда Очайнлек, що був союзником клану Дуглас. Щоб помститися за це клан Дуглас атакував клан Колвілл у їх замку, де багато людей з клану Колвілл були вбиті. Замок Колвілл було зруйновано, чоловіки з клану Колвілл були віддані мечу. Вільям Дуглас — VIII граф Дуглас особисто вбив Річарда Колвілла.

#### Вбивство графа Дугласа королем Шотландії
Виникла гостра ворожнеча між кланом Дуглас і королівським домом Шотландії. Після кількох років ворожнечі король запросив Вільяма Дугласа, VIII графа Дугласа в замок Стерлінг у 1452 році під обіцянку безпеки, але під час зустрічі король звинуватив графа Дугласа у змові проти короля з йоркістами Англії і що пакт між Дугласами і графом Кроуфордом та Лордом Островів спрямований проти короля.Коли Дуглас відмовився розірвати пакт і підтвердити свою вірність королю Якову II, король вихопив кинджал і завдав Дугласу удар в горло. Королівський капітан гвардії добив графа сокирою. Тіло викинули з вікна в сад, де і поховали. На цьому місці нині є нині фірма «Дуглас» і можуть показати це місце, яке називають «Садом Дугласа».

#### Ворожнеча з королівським кланом Стюарт
У 1455 році Джеймс Дуглас — ІХ Дуглас повстав проти короля, але його війська були розбиті в битві під Аркінголм королівською армією, якою командував Джордж Дуглас, IV граф Ангус з гілки Червоних Дугласів. Це був кінець Чорних Дугласів. Після битви акт парламенту дав графові Ангус право бути вождем клану Дуглас і правом володіти всіма землями клану Дуглас — Дугласдейлом. ІХ граф Дуглас пізніше отримав поразку від сил короля Шотландії Якова III в битві під Лохмабен у 1484 році.

### XVI століття— війни кланів тривають
У 1513 році клан Дуглас брав участь у битві під Флодденом, де два Арчібальда Дугласа — сини V графа Ангуса були вбиті разом з 200 людьми з клану Дуглас.
У 1526 році Арчібальд Дуглас, VI граф Ангус розбив Вальтера Скотта, вождя клану Скотт в битві під Мелроуз. Тоді клан Скотт намагався врятувати молодого короля Шотландії Якова V від клану Дуглас.
Ще один конфлікт між вождями шотландських кланів стався в 1530 році, коли сер Роберт Чартеріс, VIII лерд і вождь клану Чартеріс бився на дуелі з сером Джеймсом Дугласом у Драмланріг — ця сутичка ввійшла в історію як один з останніх лицарських поєдинків. Цей поєдинок вівся за усіма правилами середньовічного лицарського турніру з глашатаями і сам король спостерігав зі стін замку. Лицарський турнір вівся з такою люттю, що меч Чартеріса був зламаний, і король повинен був послати своїх людей по зброю і зупинити суперників.
Арчибальд Дуглас, VI граф Ангус обіймав посаду лорда-канцлера і став охоронцем короля Шотландії Якова V. Він одружився з його овдовілою матір'ю — Маргарет Тюдор, з якою він мав дочку Маргарет Дуглас, що потім стала матір'ю Генріха Стюарта  лорда Дарнлі. У 1545 році граф Ангус повів свої війська до перемоги у битві при Анкрум Моор, де вони перемогли англійську армію. Він також брав участь у битві під Пінкі Клев у 1547 році.
Джеймс Дуглас, IV Мортон, племінник VI графа Ангус, був заклятим ворогом Марії Стюарт. Він був одним з убивць секретаря королеви Девіда Ріцціо і брав участь у вбивстві її другого чоловіка лорда Дарнлі. Як регент Якова VI, він був жорстоким у придушенні фракції лояльних до Марії Стюарт вождів кланів, однак, він був звинувачений у співучасті у вбивстві Дарнлі і був страчений в 1581 році.

### XVII століття— громадянська війна
Під час Війни трьох королівств Вільям Дуглас, ХІ граф Ангус, католик, був прихильником роялістів і короля Карла I. У 1633 році йому було даровано титул маркіза Дуглас. Після битви під Кілшіт у 1645 році він приєднався до Джеймса Грема, І маркіза Монтроз, і був серед кавалерії роялістів, яка атакувала армію Ковенанторів в битві під Філіфау, де він ледве не розпрощався зі своїм життям. Після перемоги Кромвеля, він склав зброю і був оштрафований на £ 1000.
У 1660 році Вільям Дуглас — брат ІІ маркіза Дугласа став, через шлюб, герцогом Гамільтон. Зрештою, титули маркіза Дугласа, графа Ангуса, і кілька інших титулів були передані герцогам Гамільтон і спадкоємець цього дому називався з тих часів «маркіз Дуглас і Клайдсдейл». Клани Дуглас і Гамільтон стали Дуглас-Гамільтон, і згідно шотландських законів, було заборонено успадковувати титул вождя клану Дуглас одночасно з іншим титулом іншого клану.
У 1689 році Джеймс Дуглас — граф Ангус підняв полк Камерон під час повстання якобітів. Його підтримав Джордж, граф Дамбартон. Якобіти були розбиті в битві під Данкельд. Якобітів розбило військо під командуванням капітана Джорджа Манро.

### XVIII століття— повстання якобітів
В 1703 році маркіз Дуглас отримав титул герцога. Арчібальд Дуглас — І герцог Дуглас одружився з Маргарет Дуглас (дуже далекою родичкою) наприкінці життя і не мав прямого спадкоємця — титул герцога зник після його смерті. Наприкінці XVII століття досить гучною є політична діяльність Дугласів з Драмланріга, що в Дамфрісширі, які також походять від Чорних Дугласів. Дугласи з Драмланріга стали графами Квінсберрі в 1633 році, в 1682 році, з Вільяма, вони вже маркізи і герцоги. Джеймс Дуглас — ІІ герцог Квінсберрі підтримав союз Шотландії та Англії в 1707 році.
Пізніше, у XVIII столітті, під час повстань якобітів, Дугласи продовжували свою підтримку британського уряду. Арчібальд Дуглас, І герцог Дуглас очолив волонтерську кавалерію під час битви під Шеріффмуйр у 1715 році, у цій битві брав участь молодий двоюрідний брат герцога — Арчібальд Дуглас, ІІ граф Форфарі, полковник ІІІ піхотного полку, помер від ран незабаром після битви. Замок Дуглас був спалений повстанцями Хайленду — армією принца Бонні Чарлі (Красунчика Чарлі) під час повстання якобітів у 1745 році. Замок Дуглас знову згорів в 1755 році, і герцог почав роботу над новою будівлею за проектом Роберта Адама. Будівельні роботи припинилися після смерті герцога в 1761 році, а з ним і його герцогство зникло. Маркізат Дуглас і Ангус та графство Дуглас були передані Джеймсу Гамільтону 7-й герцогу Гамільтону, старшому по чоловічій лінії нащадку ІІ маркіза Дугласа, його пра-пра-прадіда.

### Питання щодо вождя клану Дуглас
Олександр Дуглас-Гамільтон, XVI герцог Гамільтон, і ХІІІ герцог Брендон є спадкоємцем посади вождя клану Дуглас, але він не може взяти на себе звання вождя, оскільки Лорд Лева — герольдмейстер Шотландії вимагає від нього прийняти в цьому випадку тільки одне прізвище — Дуглас. Крім того, що герцог Гамільтон начальник клану Гамільтон. Згідно законів Шотландії людина не може бути вождем двох кланів одночасно.

## Замки клану Дуглас
- Замок Абердур (шотл. — Aberdour Castle) — земля Файф, належав графам Мортон (частково зберігся).
- Замок Балвені (шотл. — Balvenie Castle) — Морея, належав Джеймсу Дугласу — VII графу Дуглас (руїни).
- Замок Бервік (шотл. — Berwick Castle) — Нортумберленд. Належав Вільяму ле Гарді. (Зруйнований, в даний час є частиною Бервік-апон-Твід-станції)
- Замок Бонкілл (шотл. — Bonkyll Castle) — Бервікшир.
- Замок Босуелл (шотл. — Bothwell Castle) — Південний Ланаркшир (руїни).
- Замок Бовхілл-хаус (шотл. — Bowhill House) — Селкіркшир, володів герцог Буклеух та Квінсберрі (зберігся).
- Замок Краншоус (шотл. — Cranshaws Castle)
- Замок Далкейт (шотл. — Dalkeith Castle) — Середній Лотіан (в значній мірі перебудований)
- Замок Дуглас (шотл. — Douglas Castle) — Південний Ланаркшир (лишилися тільки залишки руїн).
- Замок Драмланріг (шотл. — Drumlanrig Castle) — Дамфріс і Галловей. XVII століття, володіння герцогів Буклеух та Квінсберрі (зберігся).
- Замок Ґраґемуйр-хаус (шотл. — Grangemuir House) — Файф.
- Замок Хоторнден (шотл. — Hawthornden Castle) — Середній Лотіан.
- Замок Ермітаж (шотл. — Hermitage Castle) — Роксбургшір, ХІІІ століття, був оплотом клану Дуглас (відновлені руїни).
- Замок Юм (шотл. — Hume Castle) — Беруікшір. У давні часи володів замком клан Дуглас, є будинки сера Олександра Дугласа.
- Замок Кілспінді (шотл. — Kilspindie Castle) — Східний Лотіан (залишки руїн)
- Замок Леннокслав-хаус (шотл. — Lennoxlove House) — Східний Лотіан. Резиденція герцога Гамільтона (також маркіза Дугласа і Клайдсдейла, граф Ангуса і т. д.) (зберігся).
- Замок Лох Левен (шотл. — Loch Leven Castle) — Кінросс. Резиденція графа Мортона (руїни).
- Замок Лохіндорн (шотл. — Lochindorb Castle) — Страхспей.
- Замок Мортон (шотл. — Morton Castle) — Нітсдейл, Дамфріс і Галловей. Зруйнований, належав клану Дуглас та графам Мортон.
- Замок Ньюарк (шотл. — Newark Castle) — Селкіркшир.
- Замок Нейдпат (шотл. — Neidpath Castle) — Піблісшир.
- Замок Ормонд (шотл. — Ormond Castle) — на Чорному Острові.
- Замок Роксбург (шотл. — Roxburgh Castle) — захоплений сером Джеймсом Дугласом.
- Замок Сенділендс (шотл. — Sandilands Castle) — Файф (руїни).
- Замок Стйєрнорп (шв. — Stjärnorp Castle) — Остерготланд, Швеція (частково зруйнований).
- Замок Страхавен (шотл. — Strathaven Castle) — Південний Ланаркшир
- Замок Страхендрі (шотл. — Strathendry Castle) — Файф.
- Замок Танталлон (шотл. — Tantallon Castle) — Східний Лотіан. Твердиня Червоних Дугласів (частково зруйнований).
- Замок Трів (шотл. — Threave Castle) — Дамфріс і Галловей (руїни).
- Замок Тімпенден-тауер (шотл. — Timpendean Tower) — Роксбургшір (руїни).
- Замок Віттінггейм-тауер (шотл. — Whittingehame Tower) — Східний Лотіан.